# The Anthem
För andra betydelser, se The Anthem (olika betydelser).
The Anthem är ett musikalbum av den svenske artisten Darin. Det var hans debutalbum och släpptes 16 februari 2005. Albumet toppade den svenska albumlistan och sålde platinum. 
Låtarna på albumet är bland annat skrivna av Jörgen Elofsson, Arnthor Birgisson, RedOne och Max Martin. Titelspåret är skrivet av George Samuelson och ADL från Blacknuss Allstars. Låten "Money for Nothing" är delvis skriven av Robyn. Producenter på skivan är Ekhé/Lindström (Ghost), George Samuelson, Jörgen Elofsson m.fl.
Singlar från albumet är "Money for Nothing" och "Why Does It Rain".

## Låtar
| Nr  | Låt                           | Kompositör                                                   | Producent(er)                                   | Längd |
| --- | ----------------------------- | ------------------------------------------------------------ | ----------------------------------------------- | ----- |
| 1.  | Give It to Me                 | Arnthor Birgisson, Robin Thicke                              | Arnthor Birgisson                               | 3:44  |
| 2.  | Money for Nothing             | Johan Ekhé, Remee, Robyn Carlsson, Ulf Lindström             | Ghost                                           | 3:06  |
| 3.  | I Can See You Girl            | RedOne, Tori London                                          | RedOne                                          | 2:59  |
| 4.  | Why Does It Rain              | Anja, Jörgen Elofsson                                        | Jörgen Elofsson, Ghost                          | 3:58  |
| 5.  | Encore, Otra Vez, 1 More Time | Carl Henry, RedOne, Teron Beal                               | RedOne                                          | 3:27  |
| 6.  | The Anthem                    | Adam Baptiste, George Samuelson                              | George Samuelson                                | 3:01  |
| 7.  | What Is Love                  | Darin Zanyar, N. Windahl, Pontus Söderqvist, RedOne, Tymes 4 | RedOne                                          | 2:41  |
| 8.  | The Way I Am                  | Anders Barrén, Harry Sommerdahl, Ninos Yakoub, Stefan Ädel   | Ghost                                           | 3:35  |
| 9.  | One True Flame                | Jörgen Elofsson, Robbie Nevil                                | Jörgen Elofsson, Ghost                          | 4:15  |
| 10. | Stand By Me                   | Alexandra, Max Martin                                        | Johan Brorson                                   | 3:11  |
| 11. | What You're Made Of           | Darin Zanyar, Andreas Klingberg, Kristjan Dogar              | Ghost                                           | 3:01  |
| 12. | Coming True                   | Jörgen Elofsson                                              | Jörgen Elofsson, Rikard Branden, Pär Westerlund | 3:40  |

## Försäljningslistor
The Anthem gick upp på Sveriges Radio P3s Albumlista vecka 8, och lämnade listan efter sjutton veckor, varav en på första plats.
| Position | 1 | 2 | 6 | 8 | 7 | 10 | 17 | 12 | 12 | 12 | 21 | 26 | 25 | 32 | 45 | 40 | 54 |

Money for Nothing gick upp på Hitlistan vecka 5, och lämnade listan efter tjugo veckor, varav fyra på första plats.
| Position | 1 | 1 | 2 | 1 | 1 | 3 | 11 | 9 | 9 | 12 | 10 | 13 | 21 | 20 | 24 | 26 | 34 | 48 | 48 | 45 |

Why Does It Rain gick upp på Hitlistan vecka 18, och lämnade listan efter 20 veckor.
| Position | 6 | 7 | 5 | 11 | 12 | 14 | 15 | 23 | 29 | 29 | 27 | 31 | 29 | 32 | 33 | 31 | 39 | 54 | 52 | 58 |

## Listplaceringar
| Lista (2005) | Topplacering |
| ------------ | ------------ |
| Sverige      | 1            |

### Fotnoter
1. ↑  ”The Anthem”. Swedishcharts. 25 februari 2005. http://www.swedishcharts.com/showitem.asp?interpret=Darin&titel=The+Anthem&cat=a. Läst 21 november 2014.